# Алонсо Ортега, Хулио
Хулио Алонсо Ортега (исп. Julio Alonso Ortega; род. 23 декабря 2000, Лас-Пальмас, Гран-Канария), испанский яхтсмен, чемпион мира в классе двухместных швертботов. На протяжении большей части своей спортивной карьеры он выступает за Королевский яхт-клуб Гран-Канарии, тренируясь под руководством Аарона Сармиенто и двукратного олимпийского чемпиона Луиса Доресте.

## Образование
Алонсо получил высшее образование в Великобритании. Он окончил Ланкастерский университет со степенью бакалавра наук по управлению бизнесом, получив диплом с отличием. Позже он завершил магистратуру по политической экономике развивающихся рынков в Королевском колледже Лондона, а затем получил вторую степень магистра в области международного бизнеса в Университете Атлантико Медио, обучаясь по стипендии PROEXCA.

## Спортивная карьера
Алонсо начал заниматься парусным спортом в возрасте 10 лет в классе «Оптимист» в Могане, затем присоединился к Королевскому яхт-клубу Гран-Канарии, за который продолжает выступать и по сей день.
В классе 420 Алонсо добился значительных успехов, трижды становился чемпионом Испании и занял второе место вместе с Луисом Доресте-младшим — сыном известного яхтсмена Луиса Доресте и племянником Мануэля Доресте, Густаво Доресте и Хосе Луиса Доресте, выдающихся фигур в истории испанского парусного спорта. В этот период он также участвовал в различных чемпионатах Европы и мира, приобретая международный опыт.
Одним из самых значимых достижений в классе 420 стала победа на чемпионате мира в командных гонках. В честь этого успеха он был приглашен совершить символический первый удар по мячу перед началом футбольного матча между «УД Лас-Пальмас» и «Реал Мадрид» на стадионе Гран-Канария.
Перейдя в класс 29er, Алонсо завоевал золотую медаль на чемпионате Испании в абсолютной категории, а также золото в категории до 19 лет. Эти достижения позволили ему представить Испанию на чемпионате мира среди молодежи в 2018 году в Корпус-Кристи (Техас), где он занял десятое место в общем зачете.
В том же году он подписал контракт с командой Spanish Impulse by IBEROSTAR, официально сформированной для представления Испании в Red Bull Youth America’s Cup на Бермудских островах. Он также принял участие в мировом финале Red Bull Foiling Generation в Майами, соревнуясь на катамаранах Flying Phantom и демонстрируя свои навыки в скоростных дисциплинах парусного спорта.
В настоящее время Алонсо выступает в экипаже с Марией Бовер, стремясь представлять Испанию в классе смешанных экипажей 470 на Олимпийских играх. На сегодняшний день они заняли четвертое место в категории до 24 лет на чемпионате мира в классе 470 и пятое место в той же возрастной категории на чемпионате Европы в классе 470.